# 西班牙人天主圣三堂
西班牙人天主圣三堂（Chiesa della Santissima Trinità degli Spagnoli）是意大利那不勒斯的一个宗教建筑，位于同名的广场。

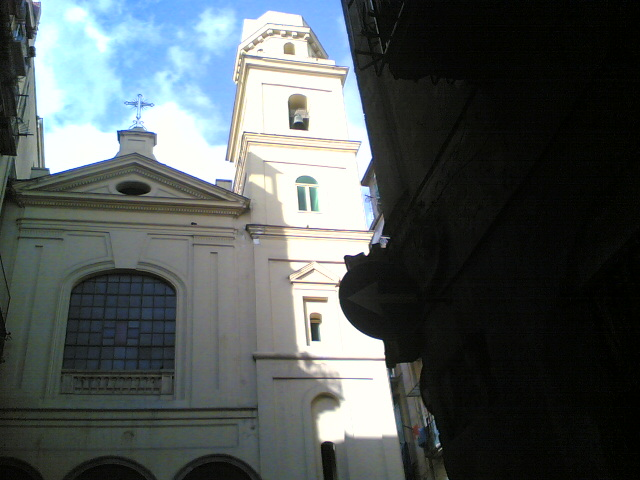
立面和钟楼

该建筑始建于1573年，属于西班牙区的西班牙人，后来交给由英诺森三世发起的圣三赎虏会，该修会专事赎回被穆斯林俘虏的基督徒。圣三赎虏会于1788年重建该堂。门廊则建于17世纪中叶。
该教堂和修道院在拿破仑占领被关闭。当时一幅十七世纪祭坛画《圣三与圣母》被劫。